# Direktmethanolbrennstoffzelle

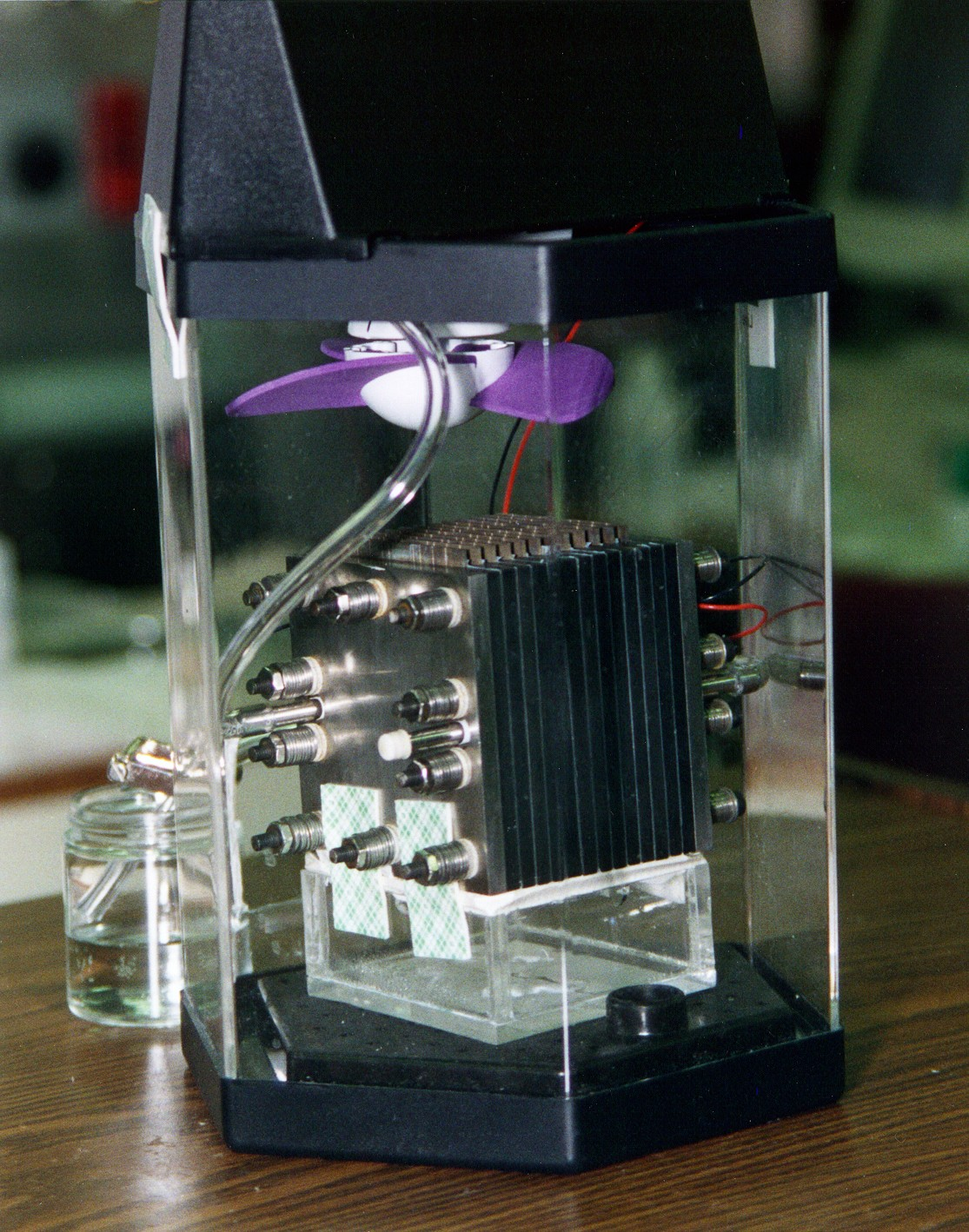
Direktmethanolbrennstoffzelle

Die Direktmethanolbrennstoffzelle (englisch Direct Methanol Fuel Cell, DMFC) ist eine Brennstoffzelle, die bei niedrigen Zelltemperaturen zwischen 60 und 120 °C Methanol als Brennstoff nutzt, meist als wässrige Methanollösung, seltener als gasförmiges Methanol-Wassergemisch. Das Prinzip schlugen 1951 erstmals Karl Kordesch und A. Marko an der Universität Wien vor, wobei sie auch andere Alkohole oder Aldehyde als mögliche Brennstoffe erachteten.
Als kathodisches Oxidationsmittel wird der Brennstoffzelle in der Regel Luft zugeführt, in Sonderfällen reiner Sauerstoff. Die Trennung der Zellteile in Kathoden- und Anodenraum erfolgt durch eine spezielle Ionen-durchlässige Polymermembran, die Protonen-Austausch-Membran (PEM).
Methanolbrennstoffzellen werden unter anderem als effiziente Energiewandler in einer hypothetischen Methanolwirtschaft in Betracht gezogen.

## Prinzip
Wie alle Brennstoffzellen wandelt sie chemische Energie in elektrische Energie um. Die theoretische Spannung einer Einzelzelle liegt bei 1,2 V. Die tatsächliche Spannung im Betrieb liegt typischerweise deutlich niedriger, nämlich um 0,5 V. Der Wirkungsgrad wird mit 20 bis 30 % angegeben.
Als Brennstoff dient der einfachste der Stoffgruppe Alkohole, Methanol (CH3OH, Summenformel: CH4O), das – anders als bei der indirekten Methanolbrennstoffzelle ohne vorherige Reformierung – zusammen mit Wasser der Anode zugeführt und dort oxidiert wird. Bei dieser Reaktion entstehen H+-Ionen, freie Elektronen sowie, als Abgas, CO2. Der Kathode wird das Oxidationsmittel (Luft-)Sauerstoff zugeführt, welcher daraufhin mit H+-Ionen unter Aufnahme von Elektronen zu Wasser reagiert.
Problematisch ist bei der DMFC der Umstand, dass Methanol durch die Membran-Technik von der Anode zur Kathode wandert, was man „Methanol-Cross-Over“ nennt. Einerseits tritt dabei ein Brennstoffverlust auf, andererseits wird durch unerwünschte Methanoloxidation an der Kathode das elektrische Potenzial verringert (Mischpotential) und der Zellwirkungsgrad sinkt. Die Reduzierung dieses technischen Problems ist Gegenstand aktueller Forschungen. Durch eine 2009 entwickelte Kompositmembran des Fraunhofer-Institutes ließ sich unter Verwendung von Ethanol als Brennstoff das Cross-Over um den Faktor Hundert verringern.

## Reaktionsgleichungen
| [ 5 ]           | Gleichung |
| --------------- | --- |
| Anode Minuspol  | {\displaystyle \mathrm {CH_{3}OH+7H_{2}O\to 6\ H_{3}O^{+}+6\ e^{-}+CO_{2}} } Oxidation, Elektronenabgabe in die Elektrode |
| Kathode Pluspol | {\displaystyle \mathrm {\ O_{2}+4\ H_{3}O^{+}+4\ e^{-}\to 6H_{2}O} } Reduktion, Aufnahme von Elektronen aus der Elektrode |
| Gesamtreaktion  | {\displaystyle \mathrm {2\ CH_{3}OH+3\ O_{2}\to 4\ H_{2}O+2\ CO_{2}} } Redoxreaktion/Zellreaktion                         |

Der innere Ladungstransport erfolgt durch H+-Ionen. Auf der Anodenseite benötigt die Reaktion Wasser und produziert selbst welches auf der Kathodenseite. Um den Wasserbedarf auf der Anodenseite zu decken, ist ein aufwändiges Wassermanagement erforderlich. Realisiert wird das u. a. durch Rückdiffusion durch die Membran und Befeuchtung der Edukte.

## Geschichte
Das Prinzip der Direktmethanolzelle (DMFC) wurde erstmals 1951 von Karl Kordesch und A. Marko vorgeschlagen, die damals an der Universität Wien arbeiteten. Dabei verwendeten sie allerdings auch andere Alkohole oder Aldehyde als mögliche Brennstoffe. Sie nutzten bereits Elektroden aus Kohlenstoff mit Platin als Katalysator. Die eigentliche Erforschung und Erprobung der DMFC begann in den 1960er Jahren, insbesondere auch durch die Ölfirmen Esso und Shell. Durch das Apollo-Raumprogramm der Amerikaner wurden Brennstoffzellen einem breiten Publikum bekannt. Diese arbeiteten allerdings direkt mit dem als Raketentreibstoff mitgeführten tiefgekühlten flüssigen Wasserstoff.
Intensiver wurde die DMFC-Forschung in den 1980er Jahren, als sie z. B. durch die EU gefördert wurde, aber auch durch Hitachi, die ein Golfplatzfahrzeug mit DMFCs ausstatteten. In den 1990er Jahren wurde die DMFC insbesondere im Los Alamos National Laboratory intensiv erforscht. Dabei wurde zunächst auch im Hinblick auf eine Nutzung der Direktmethanolbrennstoffzellen in Elektroautos gearbeitet; im Vergleich zur indirekten, einen Reformer erfordernden Brennstoffzelle, wie sie 1997 im Mercedes-Benz NECAR 3 verwendet wurde, ergibt sich eine einfachere Konstruktion.
In den Jahren von 2000 bis 2010 wurden viele Prototypen kleiner Direktmethanolbrennstoffzellen für Anwendungen in der Mobilelektronik demonstriert, z. B. zur Stromversorgung von Laptops, MP3-Spielern oder von Handys bzw. Smartphones. Die Erwartungen auf eine breite Markteinführung erreichten in den Jahren 2005 und 2006 ihren Höhepunkt. Zu den Unternehmen, die solche DMFC-Geräte ankündigten, gehörten auch Motorola sowie die japanischen Elektronikkonzerne Sony, Toshiba, NEC und Fujitsu. Kaum eine dieser Entwicklungen wurde dann tatsächlich vermarktet. Manche, wie z. B. das 2009 erhältliche Ladegerät von Toshiba, waren nur kurze Zeit verfügbar. Ein Grund für den mangelnden Erfolg der DMFC für die Mobilelektronik dürfte der sinkende Preis und die zunehmende Leistungsfähigkeit von Lithiumionenbatterien sein, die die Konstruktion besonders kompakter tragbarer Elektronik ermöglicht.
Erfolgreicher als die Versuche, die DMFC für die Elektronik des Heimanwenders zu nutzen, ist die Anwendung der DMFC fern der Stromnetze: Das 2000 gegründete Unternehmen SFC Energy (von 2002 bis 22. Juli 2010 als Smart Fuel Cell GmbH) verkauft DMFC-Stromversorgungen z. B. für den Campingbedarf oder für netzunabhängige Messeinrichtungen. Bis 2022 hat SFC Energy nach eigenen Angaben mehr als 60.000 Direktmethanolbrennstoffzellen verkauft. Außer SFC ist nur noch Oorja Protonics, Inc. ein aktiv im DMFC-Markt tätiges Unternehmen.

## Anwendung
Wichtigste Anwendung ist die mobile oder netzunabhängige Stromversorgung kleiner Elektrogeräte, etwa beim Camping, für militärische Geräte im Feld oder in entlegenen Messstationen. Besonders vorteilhaft ist hier an der DMFC, dass sie in Kombination mit einem Wechselrichter eine fast lautlose und wartungsarme Alternative zu benzin- oder dieselbetriebenen Stromerzeugungsaggregaten darstellt. Die DMFC ist insbesondere bei einer Brennstoffzellen-Leistung unter etwa 0,3 kW geeignet. Bei einer Brennstoffzellen-Leistung über 0,3 kW ist die Indirekte Methanolbrennstoffzelle kostengünstiger und effizienter. Im Gegensatz zur indirekten Methanolbrennstoffzelle kann Frost bei kalten Umgebungstemperaturen für die Membran aufgrund der flüssigen Methanol-Wasser-Mischung im DMFC-Stack problematisch sein.
Sonderformen
Anstelle des Luftsauerstoffs können auf der Kathodenseite auch andere Oxidationsmittel genutzt werden, beispielsweise Salpetersäure oder Wasserstoffperoxid. Das könnte z. B. für Anwendungen unter Wasser sinnvoll sein, da Sauerstoff in dieser Umgebung ohnehin nicht bzw. in zu geringen Anteilen zur Verfügung steht.